# Maria Augusta de Thurn i Taxis
Maria Augusta de Thurn i Taxis (en alemany Marie-Auguste von Thurn und Taxis) va néixer a Frankfurt (Alemanya) l'11 d'agost de 1706 i va morir a Göppingen l'1 de febrer de 1756. Era filla del príncep Anselm Francesc (1681-1739) i de Maria Lluïsa Anna de Lobkowicz (1683-1750).

## Matrimoni i fills
L'1 de maig de 1727 es va casar a Frankfurt amb Carles I Alexandre de Württemberg (1684-1737), fill del duc Frederic Carles de Wurttemberg-Winnental (1652-1697) i d'Elionor Juliana de Brandenburg-Ansbach (1663-1724). El matrimoni va tenir sis fills:
- Carles Eugeni (1728-1793), que el succeí com a duc de Württemberg, i casat primer amb Frederica Sofia de Brandenburg-Bayreuth (1732-1780) i després amb Francesca Teresa de Württemberg (1748-1811).
- Eugeni Lluís, nascut i mort el 1729
- Lluís (1731-1795) que succeí el seu germà Carles el 1793, i casat amb Sofia Albertina de Württemberg (1728-1807).
- Frederic Eugeni (1732-1797), que succeí el seu germà Lluís el 1795, casat amb Frederica de Brandenburg-Schwedt (1736-1798).
- Alexandre (1733-1734).
- Augusta Elisabet (1734-1787) casada amb Carles Anselm de Thurn i Taxis (1733-1805).